# Операрио Ферровиарио
«Опера́рио Ферровиа́рио» (порт. Operário Ferroviário Esporte Clube) — бразильский футбольный клуб из города Понта-Гроса, один из старейших клубов штата Парана. В 2019 году клуб выступит в Серии B Бразилии.

## История

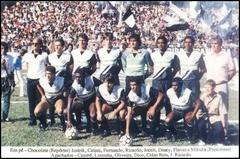
Команда 1990 года

Клуб основан 1 мая 1912 года, домашние матчи проводит на арене «Жермано Крюгер», вмещающей 13 000 зрителей. Главным достижением «Операрио» является участие в Серии А чемпионата Бразилии в 1979 году, тогда он занял 88-е место из участвовавших в том розыгрыше 94 команд. Ещё четыре сезона (1980, 1989, 1990, 1991) команда провела в Серии B, причём, с учётом того, что в Серии A к концу 1980-х годов участвовало значительно меньше команд (в 1989 — 22, затем по 20), именно этот период можно назвать для «Операрио» одним из лучших в истории. Так, в 1990 году команда заняла 5-е место в Серии B, став, таким образом, двадцать пятым клубом в стране, что было значительно выше показателя 1979 года, пусть тогда клуб формально и участвовал в элитном дивизионе.
Однако уже в 1991 году «Операрио Ферровиарио» занял 29-е место в Серии B и вылетел в низший дивизион, где продержался лишь 2 года. На национальный уровень команде удалось вернуться лишь в 2010 году, в Серию D (учреждённую за год до того), где «чёрно-белым» удалось дойти до 1/4 финала.
В чемпионате штата Парана «Операрио» не мог победить на протяжении 100 лет (турнир основан в 1915 году, через три года после основания команды), но при этом 14 раз, в промежуток с 1923 по 1961 год, становился вторым. В 2015 году «Операрио Ферровиарио» впервые в своей истории стал победителем Лиги Паранаэнсе, обыграв в двух финальных матчах самую титулованную команду штата, «Коритибу», с общим счётом 5:0 (2:0 дома, 3:0 в гостях).
В 2017 и 2018 годах команда выиграла бразильские Серию D и Серию C соответственно, и в 2019 году выступит в Серии B.

## Достижения
- Чемпион штата Парана (1): 2015
- Вице-чемпион штата Парана (14): 1923, 1924, 1925, 1926, 1929, 1930, 1932, 1934, 1936, 1937, 1938, 1940, 1958, 1961
- Обладатель Кубка Федерации футбола штата Парана (1): 2016
- Чемпион Бразилии в Серии C (1): 2018
- Чемпион Бразилии в Серии D (1): 2017